# Liberty International
Liberty International (wcześniej International Society for Individual Liberty lub ISIL) jest niedochodową, wolnościową organizacją edukacyjną z siedzibą w San Francisco.
Organizacja zrzesza członków w ponad 80 krajach świata i odpowiada między innymi za jedną z największych międzynarodowych konferencji wolnościowych Światowej Konferencji Liberty International, której wykładowcami byli zarówno Milton Friedman, jak i prezydent Kostaryki Miguel Ángel Rodríguez.
Polak, Jacek Spendel, pełni funkcję obecnego prezesa Liberty International.

## Historia
Stowarzyszenie na rzecz Wolności Indywidualnej (Society for Individual Liberty – SIL) zostało założone w 1969 roku przez Dona Ernsbergera i Dave’a Waltera, po tym, jak aktywiści libertariańscy zostali wyrzuceni z Young Americans for Freedom (YAF) podczas i po konwencji tej organizacji w St. Louis w stanie Missouri w 1969 roku. Podczas konwencji YAF w sierpniu 1969 r. tradycjonaliści (trads) i libertarianie (libs lub rads) walczyli o kontrolę nad tą organizacją studencką, przy czym frakcja libertarian konflikt ten przegrała. Podczas walki i po jej zakończeniu, Sojusz Anarcho-Libertarianizmu (Anarcho-Libertarian Alliance), Klub Libertariański YAF (YAF Libertarian Caucus) i dwie anarchistyczne sekcje Studentów na Rzecz Społeczeństwa Demokratycznego (Students for a Democratic Society – SDS) współpracowały ze sobą i ostatecznie zorganizowały się w luźno powiązane stowarzyszenie, które stało się znane jako SIL. Walki wewnątrz organizacji osiągnęły punkt kulminacyjny, gdy libertariański członek YAF podpalił dokumenty na sali kongresowej, wywołując 30-minutową awanturę. Doprowadziło to do przetasowań wewnątrz organizacji. Przywódcy tych wydarzeń, w tym Karl Hess, uderzali szczególnie mocno w kalifornijską delegację, w skład której wchodzili Dana Rohrabacher, Shawn Steel, Ron Kimberling, Rod Manis, Pat Dowd i John Schureman. Don Ernsberger zrezygnował z YAF, obiecał kontynuować współpracę z SDS w Penn State i założył siedzibę SIL w Filadelfii.
SIL powstało ostatecznie w październiku 1969, kiedy Libertariański Klub YAF połączył się z Towarzystwem na Rzecz Racjonalnego Indywidualizmu (Society fo Rational Individualism – SRI), które było organizacją obiektywistów z siedzibą w Maryland. Organizacja przyjęła anarchokapitalistyczną ścieżkę rozwoju, co później ułatwiło fuzję z SIL. Co ciekawe, SIL zrzeszało członków o różnych przekonaniach politycznych – od minarchistów i obiektywistów, aż po anarchistycznych libertarian – jednakże organizacja przyjęła czarną flagę w znaku dolara jako jej oficjalny symbol. Założenie SIL jest uważane za moment „narodzin autonomicznego ruchu libertariańskiego”. Z różnych organizacji dołączyło, według samego SIL, 3000 członków w 103 ośrodkach uniwersyteckich w Stanach Zjednoczonych, Kanadzie, Szwecji, Indiach i Australii Według historyka Jonathana Schoenwalda „wszystkie studenckie grupy libertariańskie sprzeciwiały się zarówno wojnie wietnamskiej, jak i poborowi”. Również SIL od początku nastawił się na działania antywojenne. Jej członkowie w pamfletach z tego okresu argumentowali że „szczytem szaleństwa jest utrzymywanie, że wojna – która jest utrzymywana tylko przez pobór, inflację i odrządowy system podatkowy – może w jakikolwiek sposób okazać się przykładem pozytywnego działania antytotalitarnego”. W tym okresie powstało m.in. Libertarian Speakers Bureau, miesięczny biuletyn Society for Individual Liberty News oraz miesięcznik The Individualist, redagowany przez Roya Childsa, a także książki – w tym A Liberty Primer W. Alana Burrisa.
Jedną z osób pozostających pod wpływem ówczesnej działalności SIL był David Nolan, główny inicjator stworzenia Partii Libertariańskiej w Stanach Zjednoczonych. Nolan był związany z SIL jako lider kampusu – osoba odpowiedzialna za działalność SIL na jednym z kampusów uniwersyteckich. To właśnie wtedy po raz pierwszy ujawnił aktualną wersję swojego wykresu Nolana w artykule zatytułowanym „Classifying and Analyzing Politico-Economic Systems”. Ed Clark, późniejszy kandydat na prezydenta USA w 1980 roku, zaangażował się w ruch libertariański poprzez udział w konferencji SIL w Nowym Jorku.
Jednym z głównych powodów fuzji SIL z Międzynarodowym Towarzystwem Wolności Indywidualnej (International Society for Individual Liberty – ISIL) w 1989 r. było wycofanie się Dona Ernsbergera z działalności w SIL, kiedy objął funkcję zastępcy szefa sztabu kongresmena Dany Rohrabacher. Po odejściu Ernbergera i Dave’a Waltera (zaangażował się w Partię Libertariańską, będąc w radzie doradczej tej organizacji w latach 1988–1991), SIL połączyło się z Libertarian International, zmieniając nazwę organizacji na Międzynarodowe Towarzystwo Wolności Indywidualnej (ISIL). Według Richarda Wingera, organizacja miała wówczas członków w ponad 80 krajach, a jej materiały edukacyjne drukowane były w ponad 5 milionach egzemplarzy. Wiele z tych materiałów przetłumaczonych zostało na języki obce, w tym polski – między innymi „Przygody Jonathana Gullible’a” Kena Schoollanda, „Hymn” Ayn Rand czy „Kapitalizm dla dzieci” Karla Hessa.
W 2016 roku ISIL został zreorganizowany i przemianowany na Liberty International z bardziej międzynarodowym zarządem, w tym Szwedem Per Bylund zasiądającym w strukturach rady nadzorczej i Polakiem Jackiem Spendelem, pełniącym funkcję obecnego prezesa.